# نیتن زودربلوم
ناتان زودربلوم یا نیتن سودربلوم (انگلیسی: Nathan Söderblom؛ ۱۵ ژانویهٔ ۱۸۶۶ – ۱۲ ژوئیه ۱۹۳۱) یک کشیش اهل سوئد بود که از پیشگامان علم دین‌پژوهی محسوب می‌شود. او به دلیل حمایت از نهضت وحدت کلیساها یا اکیومنیزم و اقداماتی برای صلح جهانی٫ در سال ۱۹۳۰ برنده جایزه صلح نوبل شد.

## زندگی‌نامه و فعالیتها

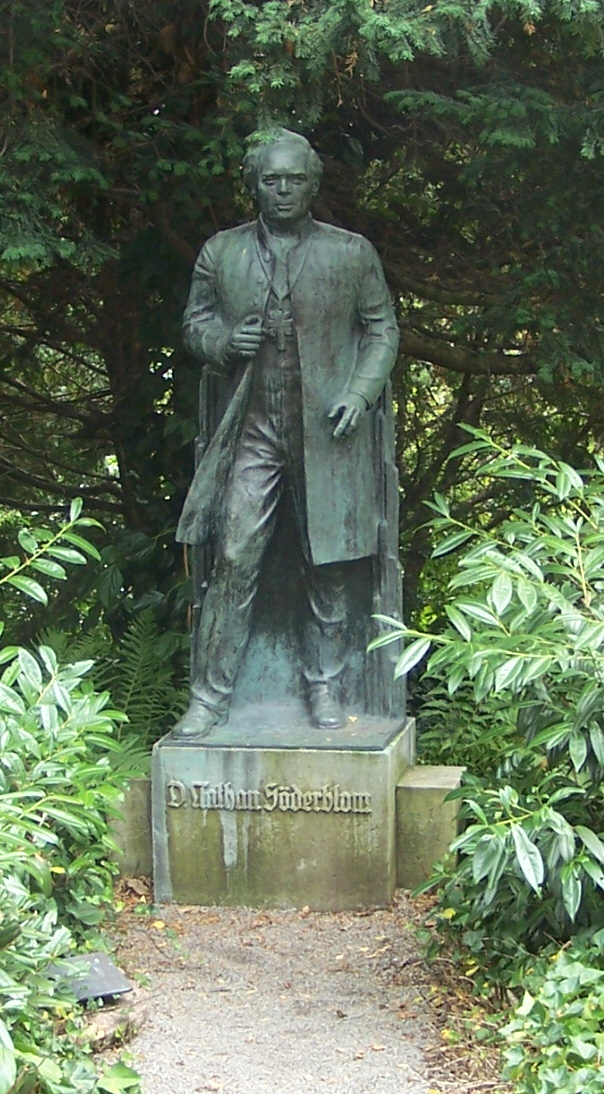
یادبودی از نیتن زودربلوم در شهر آیزناخ ایالت تورینگن آلمان

ناتان زودربلوم  در سال ۱۸۶۶ در خانواده‌ای مسیحی متولد شد و پدرش که یک کشیش پروتستان بود از همان ابتدا آموزش و تدریس این کودک را تا مدت‌ها خود به طرز سختگیرانه‌ای در دست خود گرفت به گونه‌ای که او در پنج سالگی ناچار به یادگیری زبان لاتین بود. در نه سالگی بود که ناتان اجازه یافت به مدرسه برود و در سال ۱۸۸۳ دیپلم خود را گرفت و در رشته ی الهیات مسیحی پروتستان در دانشگاه اوپسالا (انگلیسی: Uppsala University) ثبت نام کرد. مهم‌ترین استاد او، والدمار رودین  (انگلیسی: Waldemar Rudin؛ ۱۹۲۱ - ۱۸۳۳) بود.
پس از فارغ‌التحصیلی، زودربلوم برای نوشتن پایان‌نامۀ خود با تحقیقی پیرامون تاریخ ادیان باستانی ایرانی شروع کرد. اما بعد از پیشنهاد کار به عنوان کشیش در یک کلینیک روانپزشکی، از ادامۀ تحقیق خود منصرف شد و بعد از یک سال نیز ارتقای مقام پیدا کرد و در پاریس مشغول کار شد. قبل از نقل مکان به پاریس ازدواج کرد. ثمرۀ این ازدواج سیزده فرزند بود که در میان آن فرزندان اشخاص سرشناسی مانند هلگه زودربلوم (انگلیسی: Helge Söderblom؛ ۱۹۳۲- ۱۸۹۷) به عنوان هنرپیشه و خبرنگار، اشتافان زودربلوم (انگلیسی: Staffan Söderblom؛ ۱۹۸۵- ۱۹۰۰) به عنوان دیپلمات، یون اولوف زودربلوم   (انگلیسی: Jon Olof Söderblom؛ ۱۹۸۱ - ۱۹۰۶) به عنوان سیاستمدار نیز دیده می‌شدند.
در سال‌های ۱۸۹۲ تا ۱۸۹۳ زودربلوم ابتدا معاون و بعد رییس اتحادیۀ تازه شکل‌گرفتۀ دانشجویی اوپسالا شد.
در پاریس زودربلوم به طور جدی به تحقیق پیرامون موضوعات اجتماعی پرداخت و به کنگرۀ اجتماعی انجیلی (انگلیسی: Evangelical Social Congress) پیوست.
همزمان به تحصیل در دانشگاه سوربن پاریس مشغول شد و به خصوص تحت تأثیر آموزه‌های دین‌پژوه و متکلم کاتولیک، آگوست ساباتیر (انگلیسی: Auguste Sabatier؛ ۱۹۰۱- ۱۸۳۹) قرار گرفت. در ژانویه‌ی ۱۹۰۱ موفق به کسب دکترای الهیات پیرامون تحقیق اولیه‌اش شد (آیین‌های باستانی ایران، با موضوع اصلی مزداپرستی). در جولای همان سال از او به عنوان استاد صاحب کرسی رشتۀ تاریخ ادیان در دانشگاه اوپسالا دعوت شد. در ابتدای کار، تفکرات لیبرالی‌ زودربلوم موجب انزوایش در دانشکده شد. با تداوم تدریس در دانشگاه و حمایت از جریان‌های مختلف نوپای کلیسا از جمله جنبش کلیسای جوان، به تدریج به اعتبار زودربلوم افزوده شد به گونه‌ای که در اکتبر سال ۱۹۱۲ با حفظ سمت کرسی استادی دانشگاه اوپسالا، کرسی استادی دین‌پژوهی دانشگاه لایپزیگ آلمان نیز به او تعلق گرفت.
زودربلوم در طی جنگ جهانی اول از کلیۀ رهبران مسیحی دعوت کرد تا برای صلح و عدالت تلاش کنند. او کشیش کلیسایی بود که آلفرد نوبل به آنجا می‌رفت. در سال ۱۹۳۰ جایزه‌ی نوبل صلح به زودربلوم تعلق گرفت. پس از مرگ وی در اوپسالا در سال ۱۹۳۱، پیکر او در کلیسای جامع اوپسالا به خاک سپرده شد.